# Gerhard Lamprecht
Pour les articles homonymes, voir Lamprecht.
Gerhard Lamprecht, né le 6 octobre 1897 à Berlin et mort le 4 mai 1974 à Berlin-Est, est un réalisateur, scénariste et historien du cinéma allemand.

## Biographie
Enfant, Gerhard Lamprecht s'intéresse déjà au cinéma. Il étudie la mise en scène et l'histoire de l'art à Berlin. En 1917, il est employé comme auteur à la société cinématographique Oskar Messter.
Trois ans plus tard, il réalise son premier film. Lamprecht connaît le succès avec des adaptations d'œuvres littéraires, dont celle des Buddenbrook de Thomas Mann avec Buddenbrooks (de) en 1923 et celle d'Émile et les Détectives d'Erich Kästner avec Émile et les Détectives (scénario de Billy Wilder) en 1931, qui remporte aussi un grand succès à l'étranger.
Il s'intéresse également aux conditions de vie des plus pauvres et réalise au milieu des années 1920 une trilogie sociale, également remarquée à l'étranger : Les Déshérités de la vie en 1925, Die Unehelichen (de) et 117 bis Grande Rue en 1926.
Sous le Troisième Reich, il poursuit son travail de metteur en scène en réalisant notamment Madame Bovary (1937), d'après le roman de Gustave Flaubert, avec Pola Negri et Ferdinand Marian.
Après la guerre, il travaille dans la partie orientale de l'Allemagne (République démocratique allemande), où il réalise Quelque part à Berlin (de) (1946), qui est une des premières productions de la DEFA.
Parallèlement à son travail de cinéaste, il collectionne tout ce qui est en rapport avec le cinéma. Sa très riche collection est prise en charge en 1962 par le Sénat de Berlin et constitue la base de la Cinémathèque allemande, que Lamprecht dirige lui-même jusqu'en 1966.
En 1967, il reçoit le prix du film allemand pour l'ensemble de son œuvre.

## Filmographie

### Réalisateur
- 1920 : Er bleibt in der Familie
- 1921 : Der Friedhof der Lebenden (en)
- 1921 : Die Beichte einer Mutter
- 1921 : Die Erlebnisse einer Kammerzofe
- 1922 : Aus den Erinnerungen eines Frauenarztes (2 parties)
- 1923 : Das Haus ohne Lachen (de)
- 1923 : Buddenbrooks (de)
- 1923 : Und dennoch kam das Glück (en)
- 1924 : Die Andere (en)
- 1925 : Les Déshérités de la vie (Die Verrufenen)
- 1925 : Hanseaten (en)
- 1926 : Die Unehelichen (de)
- 1926 : 117 bis Grande Rue (Menschen untereinander)
- 1927 : Der Katzensteg (de)
- 1927 : Schwester Veronika
- 1928 : Der alte Fritz (de)
- 1928 : Sous le lampadaire (de) (Unter der Laterne)
- 1929 : Der Mann mit dem Laubfrosch (de)
- 1930 : Zweierlei Moral
- 1931 : Filles de nuit (de) (Zwischen Nacht und Morgen)
- 1931 : Émile et les Détectives (Emil und die Detektive)
- 1932 : Le Hussard noir (de) (Der schwarze Husar)
- 1933 : Cœur d'espionne (de) (Spione am Werk)
- 1933 : Le Réveil d'Herta (en) (Was wissen denn Männer?)
- 1933 : L'Homme des services secrets (Ein gewisser Herr Grant)
  - 1933 : Un certain Monsieur Grant (Ein gewisser Herr Grant) — version allemande de L'Homme des services secrets
- 1934 : Un jour viendra (Einmal eine große Dame sein)
  - 1934 : Tout arrive  (Einmal eine große Dame sein) — version allemande de Un jour viendra
- 1935 : Turandot, princesse de Chine (coréalisateur : Serge Veber)
  - 1935 : Princesse Turandot (de) (Prinzessin Turandot) — version allemande de Turandot, princesse de Chine
- 1935 : Barcarolle
  - 1935 : Barcarole (de)  — version allemande de Barcarolle
- 1935 : Le Haut Commandement (Der höhere Befehl)
- 1935 : Un homme de trop à bord (Einer zuviel an Bord)
  - 1935 :  Einer zuviel an Bord (de)  — version allemande de Un homme de trop à bord
- 1936 : Un hôte étrange (en) (Ein seltsamer Gast)
- 1937 : Madame Bovary
- 1937 : Le Drapeau jaune (de) (Die gelbe Flagge)
- 1938 : Le Joueur (Der Spieler)
- 1939 : Femme à la dérive (en) (Frau im Strom)
- 1939 : La Bien-aimée (de) (Die Geliebte)
- 1940 : Jeunes Filles d'aujourd'hui (en) (Mädchen im Vorzimmer)
- 1941 : Clarissa (de)
- 1942 : Diesel (de)
- 1942 : Femme de médecin (Du gehörst zu mir)
- 1944 : Die Brüder Noltenius (de)
- 1945 : Kamerad Hedwig (de) (inachevé)
- 1946 : Quelque part à Berlin (de) (Irgendwo in Berlin)
- 1949 : Quatuor à cinq (de) (Quartett zu fünft)
- 1949 : Madone enchaînée (de) (Madonna in Ketten)
- 1953 : Les Chevaux de mon père (de) (Meines Vaters Pferde)
- 1954 : Mariage interdit (de) (Der Engel mit dem Flammenschwert)
- 1955 : Meurtre dans le port (de) (Oberwachtmeister Borck)